# Gruppo di NGC 1359
Il Gruppo di NGC 1359 è un gruppo di galassie situato prospetticamente nella costellazione dell'Eridano alla distanza di 77 milioni di anni luce dalla Terra.
È un piccolo gruppo costituito da quattro galassie, che prende il nome dalla galassia a spirale barrata NGC 1359, fa parte dell'Ammasso di Eridano ed è uno dei gruppi che compongono il Muro della Fornace (o Southern Supercluster).

## Principali galassie del gruppo
| Nome     | Tipo      | R.A.        | DEC        | Distanza M di a.l. | Redshift (z) | Nomi alternativi                      | Immagine |
| -------- | --------- | ----------- | ---------- | ------------------ | ------------ | ------------------------------------- | -------- |
| NGC 1359 | SB(s)m    | 03h33m47.7s | -19°29'31" | 82                 | 0,006581     | ESO 548-39, MGC-03-10-007, PGC 13190  |          |
| NGC 1383 | SAB(s)0^0 | 03h37m39.2s | -18°20'22" | 81                 | 0,006498     | ESO 548-053, MCG-03-10-015, PGC 13377 |          |
| NGC 1393 | SA(rl)0^0 | 03h38m38.6s | -18°25'41" | 90                 | 0,007175     | ESO 548-58, MCG-03-10-019, PGC 13425  |          |
| UGCA 77  | SB(s)m    | 03h32m19.2s | -17°43'05" | 70                 | 0,006504     | ESO 548-32, MCG-03-10-003, PGC 13122  |          |